# Diocese de Jamshedpur
A Diocese de Jamshedpur (Latim:Dioecesis Iamshedpurensis) é uma diocese localizada no município de Jamshedpur, no estado de Jarcanda, pertencente a Arquidiocese de Ranchi na Índia. Foi fundada em 2 de julho de 1962 pelo Papa João XXIII. Com uma população católica de 71.320 habitantes, sendo 0,6% da população total, possui 38 paróquias com dados de 2020.

## História
Em 2 de julho de 1962 o Papa João XXIII cria a Diocese de Jamshedpur através do território da Arquidiocese de Calcutá.

## Lista de bispos
A seguir uma lista de bispos desde a criação da diocese em 1962.
|                                           | Nome                          | Período              | Notas                        |
| Bispos de Jamshedpur                      | Bispos de Jamshedpur          | Bispos de Jamshedpur | Bispos de Jamshedpur         |
| ----------------------------------------- | ----------------------------- | -------------------- | ---------------------------- |
| 4º                                        | Telesphore Bilung, S.V.D.     | 2021 - atual         |                              |
| 3º                                        | Felix Toppo, S.J.             | 1997 - 2018          | Nomeado arcebispo de Ranchi  |
| 2º                                        | Joseph Robert Rodericks, S.J. | 1970 - 1996          |                              |
| 1º                                        | Lawrence Trevor Picachy, S.J. | 1962 - 1969          | Nomeado arcebispo de Calcutá |
| Administradores apostólicos de Jamshedpur |                               |                      |                              |
| 2º                                        | Telesphore Bilung, S.V.D.     | 2019 -2021           | Nomeado bispo dessa diocese  |
| 1º                                        | Lawrence Trevor Picachy, S.J. | 1969 - 1970          |                              |